# Grand Prix de Wallonie 1937
La 3e édition du Grand Prix de Wallonie a eu lieu le 20 juin 1937. Elle a été remportée par le Belge Karel Tersago.

## Classement final
Karel Tersago remporte la course en parcourant les 210 kilomètres en 6 h à la vitesse moyenne de 35 km/h.
| Classement final, | Classement final, | Classement final, | Classement final, | Classement final, |
|                   | Coureur           | Pays              | Équipe            | Temps             |
| ----------------- | ----------------- | ----------------- | ----------------- | ----------------- |
| 1er               | Karel Tersago     | Belgique          | '                 | en 6 h 0 min 0 s  |
| 2e                | René Pedroli      | Suisse            |                   | + 25 s            |
| 3e                | Pierre Houbrechts | Belgique          |                   |                   |
| modifier          |                   |                   |                   |                   |